# 高丽穆宗
高麗穆宗（：／ Goryeo Mukjong；980年—1009年），姓王，諱誦（：／ Wang Song），字孝伸。高麗國的第七任君主，997年─1009年在位。
他是景宗之子，母親為獻哀王后皇甫氏。景宗去世时他年幼，故景宗传位堂弟成宗。成宗死后传位王诵。
997年十月戊午受内禅卽位。十一月遣合门使王同颖到契丹告嗣位。十二月壬寅到威凤楼赦免犯人，救病人、嘉奖文武官及僧人、国内神祇皆加勋号，尊母皇甫氏为太后。契丹派千牛卫大将军耶律迪烈来贺千秋节。王迎命告于成宗柩前。998年以王生日为长宁节。七月徐熙逝世。癸未改西京为镐京。999年七月作眞观寺于城南为太后愿刹。十月幸镐京斋祭，大赦恩赐耆老、老军人。契丹遣右常侍刘绩来册王为尙书令。日本人道要弥刀等二十户来投，编入利川郡。高丽派吏部侍郞朱仁绍觐见宋真宗，陈述国人思慕华风，为契丹劫制。1001年十一月幸中原府，宴群臣，嘉奖大臣。
1003年太后皇甫氏与金致阳私通生子。太后逼大良院君王詢为僧。1004年三月改定科举法。十一月甲寅幸镐京，斋祭、赦杖罪以下、养耆老、加方岳州鎭神祇勋号。1005年正月东女眞寇登州，烧州鎭部落三十余所。三月己酉汰外官，本年温州文士周伫来投授礼宾注簿。1006年六月戊戌嘉奖文武官员。本年彗星见。1007年二月契丹派遣耶律延贵来加册王为守义保邦推诚奉圣功臣、开府仪同三司守尙书令兼政事令、上柱国，食邑七千户食实封七百户。七月戊寅流放平章事韩蔺卿于杨州、吏部侍郞金诺于海岛。十月戊申幸镐京，斋祭，赦免流罪以下加国内神祇勋号。本年镐京地震。
1009年，高丽武官金致陽火燒高麗王宫後威脅要殺死穆宗篡位。穆宗于是传北方戍邊将領康肇救驾。康肇到開京後，立刻殺死了金致陽及其支持者。與康肇為敵的大臣們馬上散布謠言說康肇要谋反篡位。穆宗得知後开始策劃要殺死康肇。康肇于是下令其部下殺死所有與他為敵的人，包括穆宗王訟。王訟死後廟號愍宗，諡號宣靈大王，葬於恭陵。高麗顯宗三年改諡號為宣让大王，廟號穆宗，陵號改稱义陵。
高丽史记载穆宗十二年1009年春正月，大府油库起火，千秋殿被焚毁。王因此悲郁成疾，不览朝政。群臣惶恐，要探视，王不许。王与蔡忠顺崔沆密议立嗣大良院君，派皇甫于义等前去迎接新王。康兆因手握兵权，二月请王出游归法寺，兴兵占领皇宫，王携太后出逃法王寺。不多时，皇甫于义等将大良院君迎到，显宗即位。康兆杀金致阳父子等七人，废穆宗为让国公，上书新王说自己愿意归老，但同时遣人在积城县逼穆宗自刎。取门板做棺材，停棺于馆。一个月后，康兆让人火化穆宗尸首， 陵曰恭陵，谥宣灵，庙号愍宗，显宗三年葬积城县南。改为义陵，谥曰宣让，庙号穆宗，五年加谥孝思，十八年加威惠，文宗十年加克英，高宗四十年加靖恭。

## 后妃
| 稱號       | 姓氏 | 父母                      | 備註 |
| ---------- | ---- | ------------------------- | ---- |
| 宣正王后   | 刘氏 | 弘德院君王圭 文德王后刘氏 |      |
| 邀石宅宮人 | 金氏 |                           |      |